# Arquà Petrarca
Pour les articles homonymes, voir Arquà.
Arquà Petrarca (prononcé : [arˈkwa peˈtrarka]) est une commune  de 1 870 habitants de la province de Padoue en Vénétie (Italie), située au pied du Monte Piccolo et du Monte Ventolone, dans les Monts Euganéens. Il fait partie des Plus beaux bourgs d'Italie.

## Histoire

### Arquà et Pétrarque

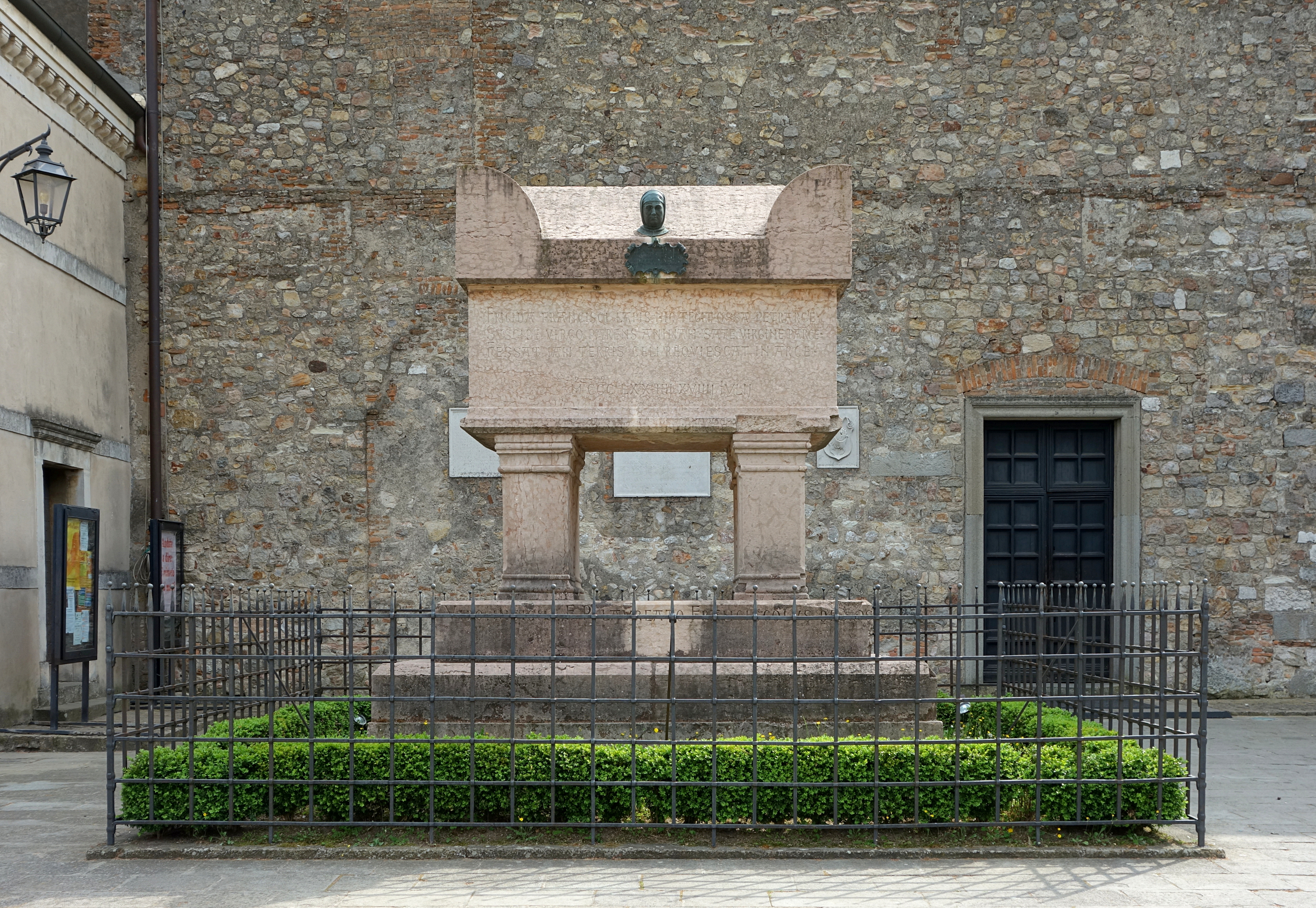
La tombe de Pétrarque dans le centre d'Arquà.

François Pétrarque a connu Arquà en 1364, quand il a déménagé à Abano Terme, pour se soigner de la Gale dans les thermes.
Lord Byron mentionne qu'après y avoir passé les derniers jours de sa vie, Pétrarque repose dans ce village situé au milieu des montagnes : « C'est avec un légitime orgueil que les habitants d'Arqua offrent aux regard des étrangers sa demeure et son monument, simples l'un et l'autre, mais d'une noble simplicité, ils font naître un sentiment qui est plus en harmonie avec ses chants que celui qu'exciterait une pyramide érigée sur sa tombe ».

## Administration
| Période                                  | Période  | Identité           | Étiquette    | Qualité |
| ---------------------------------------- | -------- | ------------------ | ------------ | ------- |
| 14 juin 2004                             | En cours | Maurizio Perazzolo | Lista Civica |         |
| Les données manquantes sont à compléter. |          |                    |              |         |

### Communes limitrophes
Baone, Galzignano Terme, Monselice

### Évolution démographique
Habitants recensés

## Personnalités liées à la commune
- Francesco Petrarca ou Pétrarque (1304 - 1374), érudit, poète et humaniste. Sa dépouille repose dans un tombeau de marbre rouge sur le parvis de l'église.

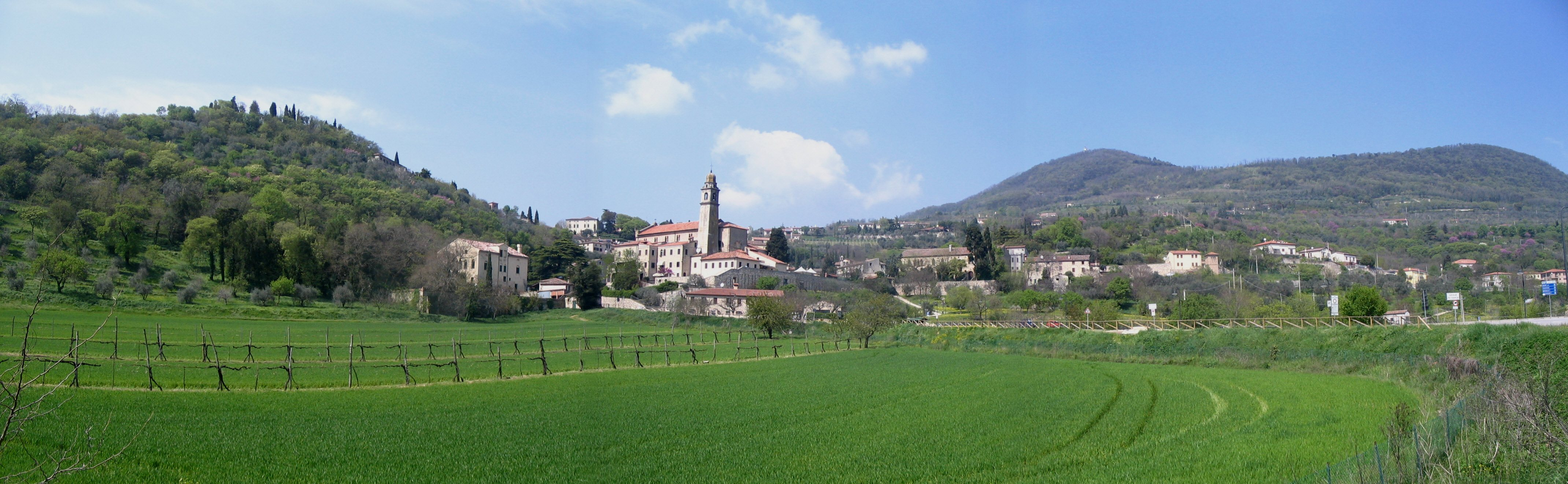
Vue panoramique d'Arquà Petrarca: à gauche le Monte Castello (107 m), l'Eglise Santa Maria, et au fond le Monte Ventolone (408 m) et le Monte Piccolo (316 m).
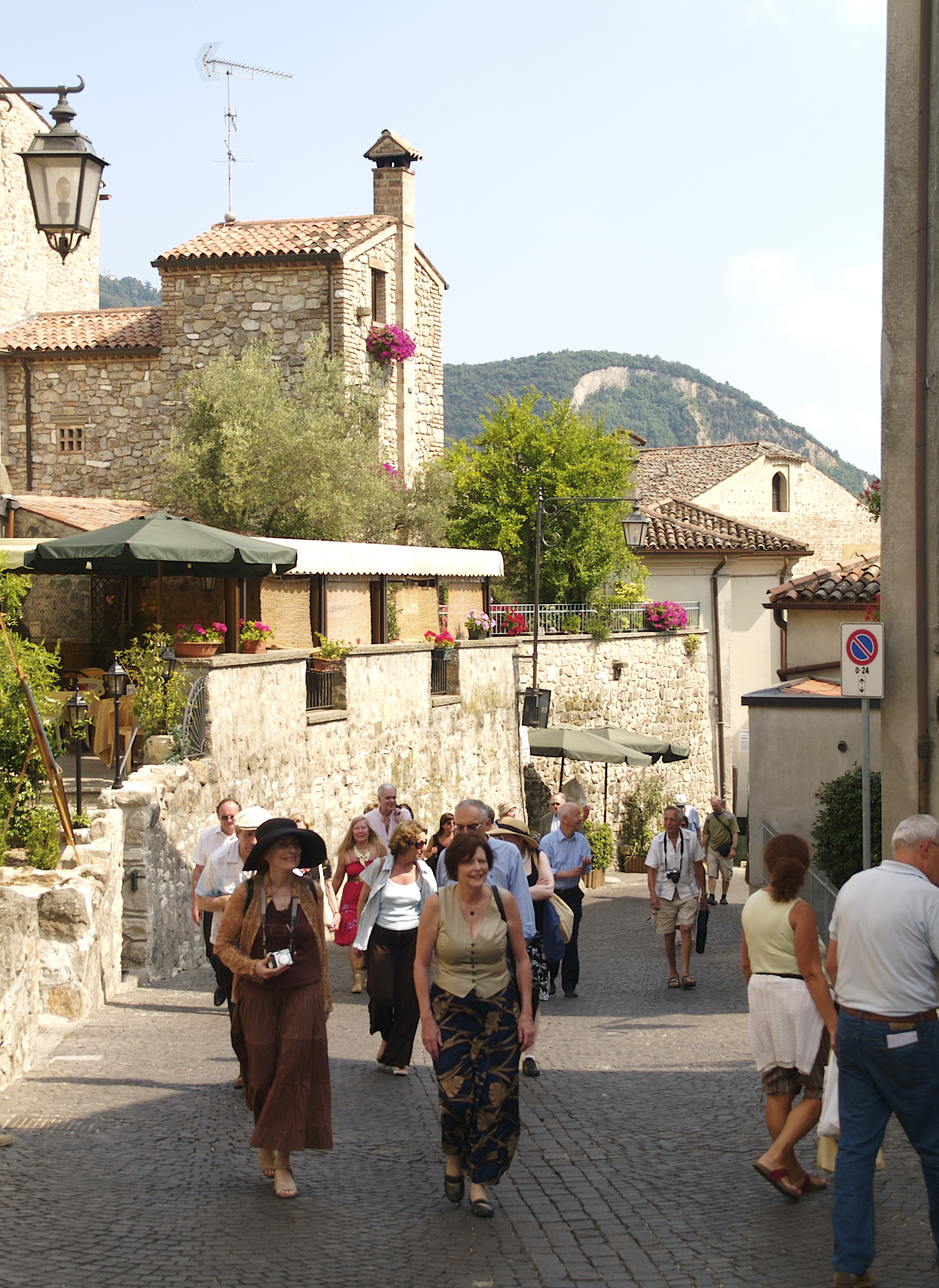
Les dimanches, le centre historique du village est piétonnier